# Shlomo Venezia
Shlomo Venezia (Salonicco, 29 dicembre 1923 – Roma, 1º ottobre 2012) è stato uno scrittore e superstite dell'Olocausto italiano.
Fu tra i pochissimi sopravvissuti all'eliminazione sistematica dei prigionieri appartenenti al Sonderkommando di Birkenau.

## Biografia

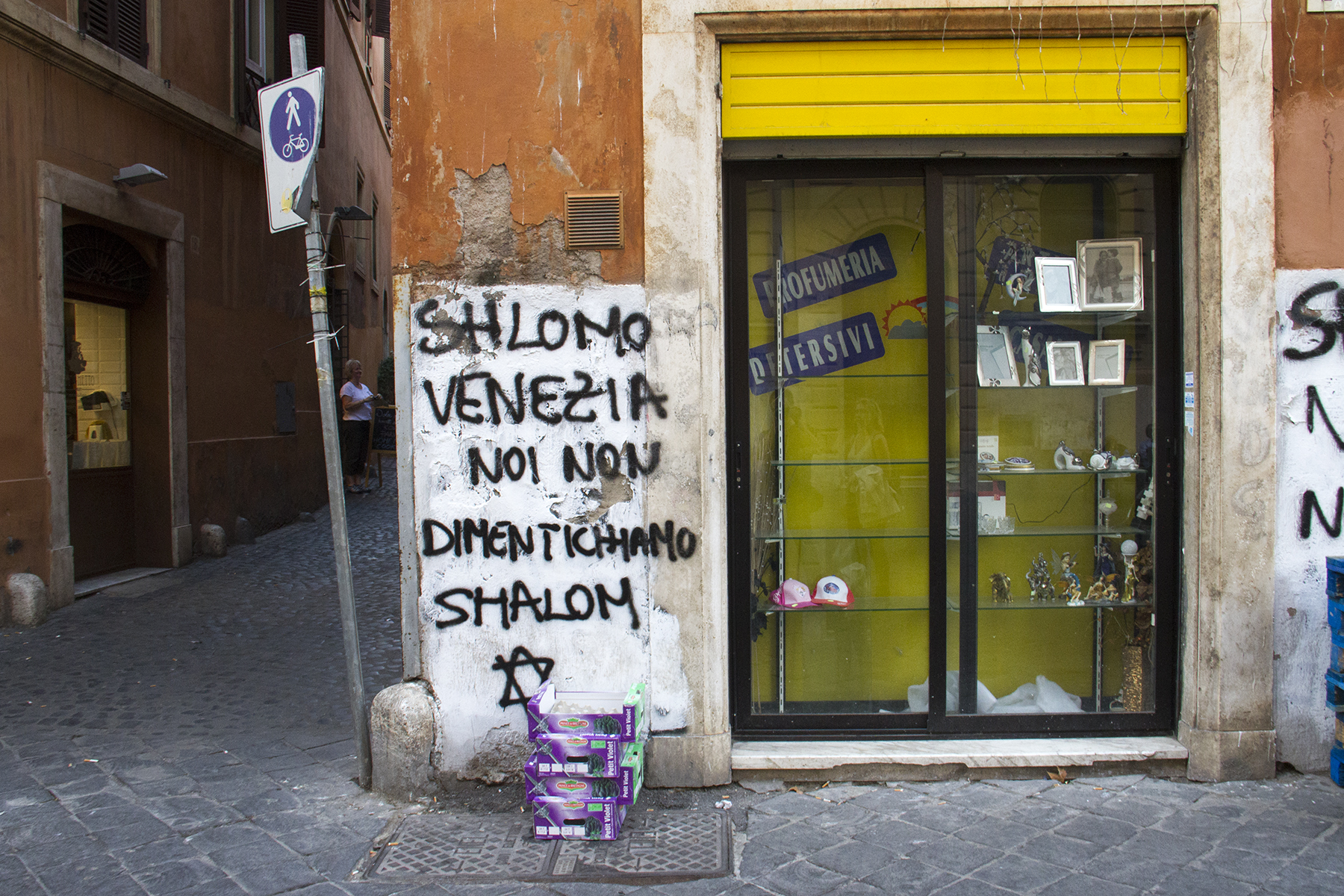
Roma, in morte di Shlomo Venezia, scritta di saluto al Portico di Ottavia.

Venezia appartiene a una famiglia ebrea sefardita espulsa dalla Spagna nel 1492 a seguito del Decreto dell'Alhambra. La famiglia si stabilì poi, dopo numerose destinazioni, nella Macedonia greca, dapprima sotto governo veneziano (cui deve sia il cognome sia la cittadinanza, poi divenuta italiana) e successivamente ottomano. Dopo un'infanzia relativamente povera trascorsa nel quartiere ebraico di Salonicco, Shlomo Venezia perse il padre a 12 anni. Questo peggiorò ulteriormente le condizioni economiche della sua famiglia e, dopo l'occupazione tedesca della Grecia, agli ebrei italiani fu offerta la possibilità di rimpatrio con destinazione Sicilia o il trasferimento ad Atene. La scelta di quest'ultima opzione, dovuta ad interessi economici di alcuni imprenditori, si rivelò fatale per Shlomo e gli altri ebrei italiani: essi vennero infatti rinchiusi dai nazisti in una sinagoga con un pretesto e deportati.
Shlomo Venezia fu deportato nel campo di concentramento di Auschwitz-Birkenau. Lì perse subito sua madre e due sorelle, avviate alle camere a gas. Durante la prigionia fu obbligato a lavorare nei Sonderkommando, squadre composte da internati e destinate alle operazioni di smaltimento e cremazione dei corpi dei deportati. Tali squadre venivano periodicamente soppresse onde non far trapelare indiscrezioni circa gli stermini sistematici della popolazione ebraica. Venezia fu uno dei pochissimi sopravvissuti di tali squadre, e solo uno dei due italiani insieme a Enrico Vanzini e affidò le memorie della sua esperienza al libro Sonderkommando Auschwitz (Rizzoli 2007).

### La morte
Muore nella sua abitazione a Roma il 1º ottobre 2012 all'età di 88 anni; i funerali religiosi si sono celebrati davanti al Tempio Maggiore, alla presenza dei familiari, gente comune e alcuni volti noti della politica; dopo un breve corteo funebre per il Ghetto, il suo feretro è stato tumulato nel Cimitero Israelitico del Verano.

## Esperienze ad Auschwitz
Shlomo Venezia fu arrestato nel marzo 1944 a Salonicco insieme a sua madre, suo fratello e le sue tre sorelle nonché altri parenti meno prossimi.
Fu deportato presso il campo di sterminio di Auschwitz-Birkenau, uno dei tre campi principali che componevano il complesso di Auschwitz. Shlomo Venezia fu dichiarato abile al lavoro dai medici e scampò all'esecuzione insieme a suo fratello e alla sua sorella maggiore, che tuttavia non rivide che nel 1957, e due cugini.
Fu tatuato con il numero 182727 e dopo la quarantena fu assegnato al Sonderkommando di uno dei grandi crematori di Birkenau, il III, composto principalmente da giovani prigionieri di robusta costituzione e in buone condizioni fisiche, a causa dello sforzo fisico richiesto dal lavoro: l'eliminazione delle «prove» di quello che stava avvenendo. Sopravvisse anche grazie al fatto che il Kapò Lemke, responsabile del Krematorium III, decise di non partecipare alla rivolta dell'autunno 1944, in seguito alla quale vennero trucidati coloro che vi avevano partecipato.
Shlomo Venezia divenne tra i più importanti portavoce dell'Olocausto solo dopo più di quarant'anni dalla fine dell'esperienza nei Lager. Nel 1997 fu fra i testimoni del film-documentario Memoria, presentato al Festival di Berlino. Roberto Benigni lo volle come consulente insieme a Marcello Pezzetti per la sceneggiatura del film La vita è bella. La sua vita e la sua testimonianza su Auschwitz, con l'esperienza del Sonderkommando, sono narrate da Marcello Pezzetti (autore) e Ruggero Gabbai (regista) nel film documentario Il respiro di Shlomo (2023), con un'intervista allo stesso Shlomo Venezia per filo conduttore.

## Opere
- Shlomo Venezia e Simone Veil, Inside the Gas Chambers: Eight Months in the Sonderkommando of Auschwitz (Inglese), Cambridge, Polity Press, 2011, ISBN 978-0-7456-4384-7.
- Shlomo Venezia, Sonderkommando Auschwitz, Milano, Rizzoli, 2007, ISBN 88-17-01778-7.